# Tibellus chilensis
Tibellus chilensis är en spindelart som beskrevs av Cândido Firmino de Mello-Leitão 1943. Tibellus chilensis ingår i släktet Tibellus och familjen snabblöparspindlar. Inga underarter finns listade i Catalogue of Life.